# Лазанки
Лаза́нки (біл. лазанкі, пол. łazanki) — білоруська, польська, литовська та українська національна страва у вигляді нарізаних клаптиків тіста. Страва походить від італійської лазаньї, від якої утворилася й українська назва. Інша українська назва — кра́яні галу́шки — вказує на смакову подібність цієї страви із звичайними галушками, які, однак, формують іншим способом.

## Історія
Білоруські дослідники та історики, зважаючи на історичні реалії входження Білорусі до території Речі Посполитої, стверджують, що королева Бона Сфорца (дружина Сигізмунда Старшого та мати Сигізмунда Августа) і є впроваджувачем італійської та європейської кухні тих часів в побут тогочасної Речі (а відтак і по всій її території: сучасних Польщі, України, Білорусі та Литви). Відомо, що італійка привезла з собою до польського двору численне оточення з італійців: кухарів, шевців, малярів, вчителів, лікарів, які обходили свою господиню та її челядь. Саме в часи Ренесансу в кухні польської аристократії появилися і закріпилися тоді ще екзотичні фрукти та приправи: апельсини, лимонів, гранати, шафран, фенхель, імбир, кориця, цукор, оливки, каштани, родзинки, мигдаль, марципани, рис і так таки виделка була уживана, як і салати (яких до того часу не практикували).
А 1632 року, французький мандрівник, інженер-фортифікатор Гійом Боплан, перебуваючи в Речі Посполитій готував собі лазанки із грецького борошна та макового молока, про що він вказав у своїх спогадах. І це стало першою згадкою про лазанки та підтвердило те, що вони уже тривалий час готувалися на цих теренах і, ймовірно, саме Бона Сфорца та її челядь таки запровадили деякі італійські кулінарні особливості в польській кухні. Вде через кілька століть лазанки увійшли і в народну культуру, адже прості люди також тяжіли до своїх паничів, намагаючись переймати щось цікаве з їх звичаїв (а куховарство — було найпростішим шляхом). Свідченням тому є видана в XIX столітті книжка «Кухарка Литовська» («Кухарка Літоўская») Вінценти Завадської, популярна книжка рецептів для білорусів-литвинів. В цій книжці згадувалися два рецепти лазанок: лазанки, запечені з сільським сиром (тобто, живим сиром) і десертні лазанки, запечені з маслом, цукром, родзинками і яйцями.

## Складники
Лазанки готують із прісного тіста, яке замішують з борошна та води. Борошно зазвичай беруть пшеничне, хоча цю страву можна готувати також з житнього або гречаного. За смаком додають щіпку солі, цукру та яйце, але останній складник не обов'язковий і істотно не впливає на якість страви. В рецептурі можливі деякі зміни, внаслідок яких страва отримує додаткові смакові якості. Зазвичай це відбувається при замісі тіста, коли до нього додають додаткові складники (але щоб вони не були важливішими за основні). Це можуть бути свіжий сир (настояний кілька днів), житнє борошно (сірі лазанки). А також експериментують із прянощами: духмяний перець, суміші трав, приправ та зелені.
Готові вироби присмачують на вибір сметаною, олією, салом, шкварками з підсмаженою цибулею, сиром, в солодких різновидах страви — медом з маком і родзинками.

### Приготування
Борошно просіюють, додають сіль, сухі приправи, перемішують і насипають купкою на поверхню стільниці. На верхівці купки роблять заглибину і вбивають туди яйце (якщо передбачено рецептурою), починають швидко замішувати тісто, поступово додаючи воду столовими ложками. Можна ще додати ложку олії. Тісто роблять помірно крутим, щоб при варінні воно зберігало щільну текстуру.
Добре вимішане тісто можна залишити на 20 хвилин для підсушування. Якщо воно туге або бракує часу, то цей етап приготування можна пропустити. Качалкою розкачують тісто на столі шаром завтовшки 3—5 мм. Гострим ножем або тісторізом проводять паралельні лінії спочатку вздовж, а потім поперек. Якщо лінії проводять під прямим кутом, то отримують квадрати, якщо навскіс — ромби. Коли тіста багато, то під час роботи над його першою частиною решту тримають під серветкою, щоб не пересихало.
Нарізані лазанки кидають в підсолений окріп. Рідину помішують, щоб вироби не приставали до дна каструлі. Готові вироби спливають на поверхню води за кілька хвилин, їх варять ще 1—2 хвилини, а потім виймають шумівкою на друшляк для стікання зайвої рідини. Лазанки швидко струшують і відразу ж перекладають в миску, змащуючи жиром за смаком: в піст — олією, в скоромний період — салом, вершковим маслом, шкварками з підсмаженою цибулею чи навіть подрібненим м'ясом. Окрім жиру їх можна присмачити сметаною, підливою. В піст замість цих приправ лазанки заливають сумішшю розтопленого меду із родзинками та розтертим маком.

## Подача
Лазанки вважаються буденною стравою завдяки легкості приготування, тому їх споживають о будь-якій порі дня. В будні подають порційно, розклавши по мисках. На Святвечір солодкі лазанки викладали в казанок, в якому і подавали на спільний стіл.